# Deutsche Arbeitsgemeinschaft für Evangelische Gehörlosenseelsorge

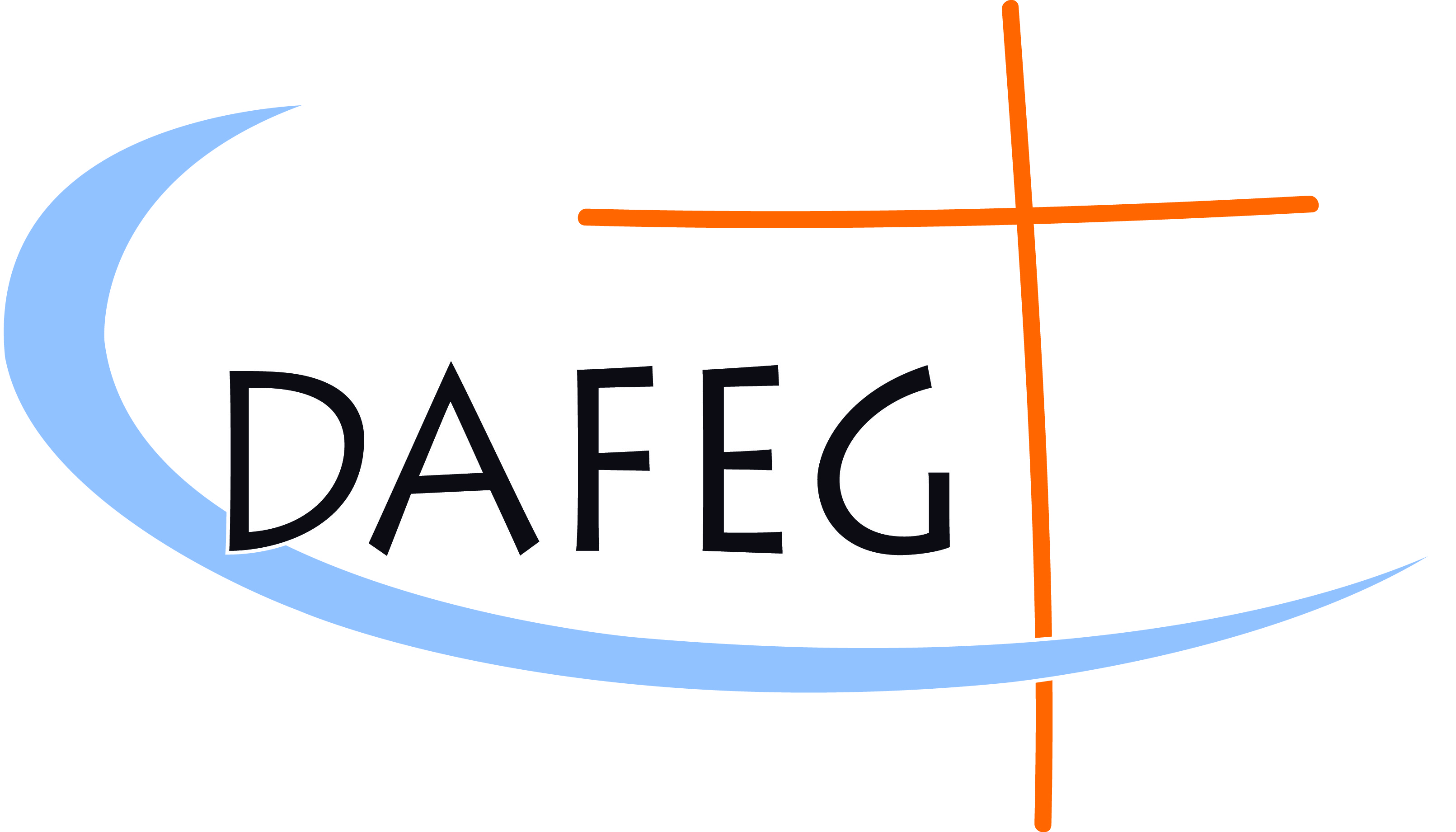
Logo der DAFEG

Die Deutsche Arbeitsgemeinschaft für Evangelische Gehörlosenseelsorge e. V. (DAFEG) ein Zusammenschluss von Mitarbeitern in der evangelischen Gehörlosenseelsorge im Bereich der Evangelischen Kirche in Deutschland und hat die Aufgabe, den Dienst der Gehörlosenseelsorger in den evangelischen Landeskirchen zu fördern.
Die die Geschäftsstelle hat ihren Sitz in Kassel. Die DAFEG ist als Fachverband Mitglied des Diakonischen Werkes, der Evangelischen Kirche in Deutschland (EKD) und Gründungsmitglied des Internationalen Ökumenischen Arbeitskreises für Taubstummenseelsorger (IÖAK).
Mitglieder der DAFEG können alle in der Gehörlosenseelsorge Tätigen wie Gehörlosenseelsorger, Katecheten, kirchliche Sozialarbeiter und Sozialpädagogen, gehörlose Laienprediger sein.

## Geschichte

### Die Entwicklung bis zur Gegenwart
Die „Wiege“ der Gehörlosenseelsorgen lag in den meisten Fällen an den Schulen. Die Gehörlosenseelsorger gingen bei den Lehrern in die Lehre.
Ende des 19. Jahrhunderts bildeten sich Gehörlosenvereine als Form der Selbstorganisation der Gehörlosen außerhalb der Schule und der Kirche. Die katholische Kirche reagierte darauf mit der Bildung von katholischen Gehörlosenvereinen und 1925 mit der Gründung des „Verbandes der katholische Gehörlosen Deutschlands“. Die dezentrale Struktur der Evangelischen Kirche in Deutschland mit damals fast 30 unterschiedlichen Landeskirchen ließ eine ähnliche Reaktion nicht zu. Nur im Bereich der Rheinischen Kirche findet sich mit dem 1926 gegründeten „Verband evangelischer Gehörloser im Rheinland“ und seinen Untergliederungen eine Entsprechung im evangelischen Raum.
Trotzdem sah man auch in der evangelischen Kirche die Notwendigkeit, für einige Problembereiche gemeinsame Lösungen zu finden. Insbesondere galt es, Standards der Ausbildung der Gehörlosenseelsorger zu erarbeiten und die entsprechenden Ausbildungsmöglichkeiten zu schaffen. Außerdem sollte aus den vielen lokalen Zeitungen ein einheitliches Presseorgan für die evangelischen Gehörlosen erwachsen. Überhaupt ist der Ruf nach „Schrifttum für Gehörlose“ ständig präsent.
1928 erfolgte dann unter maßgeblicher Beteiligung von Pfarrer Hermann Schafft der Zusammenschluss zum „Reichsverband evangelischer Taubstummenseelsorger Deutschlands“. Mitglied konnten alle im Auftrag ihrer Kirchen in der Gehörlosenseelsorge Tätigen werden. Neben den oben genannten Aufgaben standen die religiösen Gebärden und die Zusammenarbeit der Gehörlosengemeinden auf der ersten Tagesordnung.

### Gehörlosenseelsorge im Dritten Reich
Die Veränderungen, die die Kirche in der Zeit des Nationalsozialismus erfuhr, finden sich auch in der Gehörlosenseelsorge wieder (abgesehen vom „Kirchenkampf“ zwischen den Deutschen Christen und der Bekennenden Kirche; er spielte so gut wie keine Rolle in der gemeinsamen Arbeit). Die größte Herausforderung ergab sich aus dem 1934 in Kraft getretenen Gesetz zur Verhütung erbkranken Nachwuchses. Anders als bei der katholischen Kirche hat dieses Gesetz in der evangelischen Kirche keinen nennenswerten Widerstand hervorgerufen. Der Reichsverband der evangelischen Gehörlosenseelsorger befand sich somit nicht außerhalb des Konsenses in der Evangelischen Kirche, wenn er seine Aufgabe sah in dem Bemühen, „seinen Taubstummen so weit als möglich zu einem inneren Verständnis dieses Gesetzes (das die Zwangssterilisierung auch von Gehörlosen vorsah!) zu verhelfen“. Im Jahre 1935 wurde ein Wort des Reichsverbandes an die „erbkranken evangelischen Gehörlosen“ verbreitet, das in einem „Gehorche der Obrigkeit!“ gipfelte, verbunden mit dem Aufruf: „Denke an die Zukunft Deines Volkes und bringe dieses Opfer, das von Dir gefordert wird!“
Im Einzelfall bemühten sich viele Seelsorger um eine Linderung des Leidens und setzten sich bei den Erbgesundheitsgerichten für einzelne Gehörlose ein. An der Tatsache aber, dass die Gehörlosenseelsorge sich zum Handlanger einer verbrecherischen Politik gemacht hat, ändert das nichts. Erst in den 60er Jahren, als über die Entschädigung von Nazi-Opfern debattiert wurde und das Buch „Klagende Hände“ von Horst Biesold das Thema der Zwangssterilisierung von Gehörlosen öffentlich machte, begann eine Aufarbeitung dieses dunklen Kapitels der Geschichte der Gehörlosenseelsorge.

### Nach 1945
1949 war es wieder Hermann Schafft, der für eine Wiederbelebung des Reichsverbandes sorgte. In Treysa wurde die „Arbeitsgemeinschaft der Gehörlosenseelsorger Deutschlands“ gegründet; in der DDR folgte 1951, der sich vollziehenden Trennung Deutschlands entsprechend, die Gründung des „Konvents der Gehörlosenseelsorger der Evangelischen Kirchen der DDR“.
Im Westen wurde im Jahr 1956 aus der Arbeitsgemeinschaft ein eingetragener Verein, er wurde 1964 umbenannt in „Deutsche Arbeitsgemeinschaft für Evangelische Gehörlosenseelsorge“ (DAFEG).
Nach dem Fall der Mauer vereinigten sich 1992 auch der Konvent und die DAFEG wieder, allerdings erst nach einem intensiven Konsultationsprozess und unter einer neuen, gemeinsam erarbeiteten Satzung.

### Evangelische Gehörlosenseelsorge in Deutschland heute
Heute ist die DAFEG der Dachverband der evangelischen Gehörlosenseelsorge in Deutschland, ein Verein ohne Landesverbände, dem die Landeskirchen als korporative Mitglieder, ansonsten aber sonst nur Einzelpersonen angehören.
Die Landschaft der Gehörlosenseelsorge in Deutschland ist entsprechend bunt. Es haben sich verschiedene Traditionen, verschiedene Schwerpunkte, verschiedene Strukturen entwickelt, oftmals durch die jeweilig verantwortlichen Personen geprägt.
Einige Beispiele seien hier aufgeführt:
In Frankfurt am Main (Landeskirche Hessen und Nassau) ist die erste – und bisher einzige – kirchenrechtlich verankerte Personalgemeinde im evangelischen Raum entstanden, mit allen daraus erwachsenden Rechten und Pflichten ihrer Mitglieder.
In der westfälischen Kirche gibt es weit entwickelte Mitbestimmungsformen, allerdings ohne kirchenrechtliche Fixierung. In allen Gemeinden amtieren gewählte Gemeindesprecher, die landes-kirchenweit eine Gemeindesprecherversammlung mit quasi-synodalen Kompetenzen bilden.
Als Beispiel für eine kleinere Landeskirche sei Oldenburg angeführt: Für die Gehörlosenseelsorge wurde 1997 eine halbe Pfarrstelle eingerichtet, daneben gibt es einige wenige neben- und ehrenamtliche Mitarbeiter, die insgesamt für etwa 300 Gehörlose zuständig sind.
In Sachsen gibt es zwei große Zentren (Leipzig und Dresden) mit hauptamtlichen Seelsorgern, dazu eine beträchtliche Anzahl von nebenamtlichen Seelsorgern, die die kleinen Gemeinden auf dem Land mit manchmal nur wenigen Gehörlosen versorgen.
Im Bereich der württembergischen Landeskirche hat sich eine bemerkenswerte Freizeitkultur herausgebildet. Neben den normalen Gottesdiensten werden landesweit drei bis vier Freizeiten angeboten, die als wichtiger Faktor der Gemeindebildung dienen. Dazu kommen noch regelmäßige Regionalkirchentage.
Im Rheinland besteht immer noch die Vereinsstruktur: Die Gehörlosenseelsorge arbeitet eng zusammen mit dem Verband der evangelischen Gehörlosen.
Daneben ist die rheinische Landeskirche, wie z. B. auch die badische, ein Beispiel für eine Kirche, in der die sachlich unterschiedlichen Aufgaben der Gehörlosen- und der Schwerhörigenseelsorge jeweils in Personalunion durchgeführt werden. Das führt nicht selten zu der Schwierigkeit, beiden Personengruppen mit ihren unterschiedlichen kommunikativen und kulturellen Bedürfnissen in gleicher Weise gerecht zu werden. Zugleich ist diese Problematik der nicht unmittelbar betroffenen hörenden Öffentlichkeit — und dazu zählen auch Kirchenleitungen — nur schwer zu vermitteln.

## Organisation
Die DAFEG wird von einem Vorstand geleitet, welcher alle vier Jahre von der Mitgliederversammlung neu gewählt wird. Dem Vorstand zur Seite steht der Erweiterte Vorstand.
Dem Erweiterten Vorstand gehören neben dem Vorstand die Vertreter der Gehörlosenseelsorgen der Landeskirchen; ein vom Vorstand berufener Vertreter der evangelischen Gehörlosenlehrerschaft, der Taubblindenarbeit, der Katecheten und der diakonischen Einrichtungen für Gehörlose; der Schriftleiter von „Unsere Gemeinde“ - Zeitschrift für evangelische Gehörlose. Des Weiteren gehören dem erweiterten Vorstand mit beratender Stimme an, je ein Vertreter der Evangelischen Kirche in Deutschland (EKD) und des Diakonischen Werkes sowie der Geschäftsführer der DAFEG. Seit 2014 gehören zwei gewählte Vertretende der gehörlosen Mitglieder der DAFEG dem Erweiterten Vorstand an.

## Aufgaben und Grundfragen
Wichtigste Aufgabe der DAFEG ist es, Verkündigung, Seelsorge, christliche Unterweisung, Konfirmandenunterricht und Lebenshilfe für Gehörlose sicherzustellen und in der EKD und ihren Gliedkirchen das Verständnis für die Belange gehörloser Menschen zu wecken und wachzuhalten. Die Arbeit konzentriert sich vor allem auf folgende Themen:
- Aus- und Fortbildung der Gehörlosenseelsorger
- Wege zur Verbesserung der Kommunikation zwischen Hörenden und Gehörlosen
- Lexikon "Religiöse Gebärdensprachbegriffe"
- Erarbeiten von Gebärdenliedern und Gebeten
- Erarbeiten von biblischen und kirchengeschichtlichen Texten
- Herausgabe der Zeitschrift "Unsere Gemeinde" - Zeitung der evangelischen Gehörlosen (bis Dezember 2022)
- Ausbildung von gehörlosen Mitarbeitern in der Gehörlosengemeinde
- Gehörlosenmission-Projekte in Eritrea und Tansania zusammen mit der finnischen Gehörlosenmission
- Kirchenrechtlicher Status von Gehörlosengemeinden
- Sozialethische Themen z. B. Gen-Technologie, Cochlear-Implant
- Aufarbeitung nationalsozialistischen Unrechts an Gehörlosen wie Zwangssterilisation

Innerkirchlich geht es immer noch darum, angemessene Strukturen zu schaffen und eine ausreichende personelle Ausstattung der Gehörlosengemeinden zu erreichen. Dabei muss deutlich werden, dass die Gehörlosenseelsorge sich als Gemeindearbeit der gehörlosen Glieder der Kirche versteht und von daher weit mehr als nur eine diakonische Aufgabe der hörenden Kirche ist.
Ausgehend von einer neuen Wahrnehmung und Wertschätzung der Gebärdensprache begann in den 80er Jahren in der Gehörlosengemeinschaft in Deutschland die Entwicklung hin zu einem neuen (nicht-behinderten) Selbstbewusstsein. Diese Entdeckung der eigenen Gehörlosenkultur und der Kampf um die Anerkennung der Gebärdensprache fanden ihren Niederschlag auch in der Gehörlosenseelsorge und sind ständige Herausforderung an das Bemühen, mehr Kirche der Gehörlosen als Kirche für die Gehörlosen zu werden.
Voraussetzung dafür sind Möglichkeiten der Partizipation für die Gehörlosen auf allen Ebenen kirchlicher Arbeit, d. h. in der Gemeinde, in der Landeskirche und im Bereich der EKD.
Bezüglich der personellen Versorgung bildet sich gegenwärtig eine Mischstruktur aus haupt- und nebenamtlichen Seelsorgern heraus. Die Ansprüche an die Seelsorger und an ihre Ausbildung steigen und erfordern eine Professionalisierung. Ohne hauptamtlich in der Gehörlosenseelsorge Tätige wird es immer schwerer, den Anforderungen gerecht zu werden.
Andererseits können einige wenige Hauptamtliche nicht den gesamten Arbeitsbereich abdecken. Um den gehörlosen Gemeindegliedern kurze Wege und regelmäßigem Gottesdienst zu ermöglichen, sind auch weiterhin nebenamtliche hörende Seelsorger notwendig, auch mit der Konsequenz, dass sie aus objektiven Gründen nur eine eingeschränkte Gebärdensprachkompetenz erreichen und erhalten können.
Inhaltlich stehen gegenwärtig im Vordergrund die Entwicklung und von visuellen Gottesdienstformen und anderen visuellen Medien (z. B. die Übersetzung von Bibeltexten in Deutsche Gebärdensprache).
Außerhalb des kirchlichen Bereiches verdient ein besonderes Augenmerk einigen Jahren der Bereich der medizinisch-technischen Ethik, begründet einen in der Erkenntnis, hier in der Zeit des Nationalsozialismus versagt zu und zum anderen in den immens gewachsenen Möglichkeiten der Pränatal-Diagnostik und der Biotechnologie, die z. B. in Form des Cochlea-Implantats (CI) Auswirkungen auf die Gehörlosen und ihre Gemeinden haben.
Ein besonderer und erwähnenswerter Zweig der Arbeit ist die Deutsche Gehörlosenmission. Hier werden mit Spenden- und Kollektengeldern der Gehörlosengemeinden und in Zusammenarbeit mit Partnerorganisationen in Finnland Gehörlosenschulen in Ostafrika (Eritrea, Äthiopien, Tansania) unterstützt.

### Fachausschüsse
Ein Gutteil der Arbeit der DAFEG wird in den Fachausschüssen (FA) erledigt. Je nach Aufgabe und Ziel sind diese unterschiedlich personell zusammengesetzt und ggf. zeitlich begrenzt.
Hier einige Beispiele für unterschiedliche Fachausschüsse (FA):
- FA Deutscher Evangelischer Kirchentag

Organisation und Durchführung von Veranstaltungen, Ausstellungen und Zentren für Gehörlose und Hörgeschädigte auf dem Deutschen Evangelischen Kirchentag / Ökumenischen Kirchentag
- FA Dolmetscherweiterbildung

Aus- und Weiterbildung von Gebärdensprachdolmetschern in religiöser Gebärdensprache
- FA Gebärdenlexikon

weiterführen und verbessern des vorhandenen Lexikons Religiöse Gebärdensprachbegriffe
- FA Gebärdenliederbuch

sammeln und veröffentlichen von Gebärdenliedern
- FA Gebärdenchorleiter

Aus- und Fortbildung von Gebärdenchorleiter
- FA Bibelübersetzung

Übersetzung der Bibel in die Deutsche Gebärdensprache (DGS)
- FA chatSEELsorge

Seelsorge für Gehörlose und Hörgeschädigte im Internet

### Multimedia
- Religiöse Gebärdensprachbegriffe, Gebärdenlexikon (CD-ROM Version 2.0), Deutsche Arbeitsgemeinschaft für evangelische Gehörlosenseelsorge (Hg.), 2006
- Gottesdienst visuell – Bausteine und Anregungen (CD-ROM), Deutsche Arbeitsgemeinschaft für evangelische Gehörlosenseelsorge (Hg.), 2003
- Vom 1. Advent bis zum Ewigkeitssonntag, Perikopentexte in DGS (DVD), Deutsche Arbeitsgemeinschaft für evangelische Gehörlosenseelsorge (Hg.), 2003
- Wochensprüche in DGS (DVD), Deutsche Arbeitsgemeinschaft für evangelische Gehörlosenseelsorge (Hg.), 2007
- Markus-Evangelium in DGS (DVD), Deutsche Arbeitsgemeinschaft für evangelische Gehörlosenseelsorge (Hg.)